# Koriukivka
Koriukivka (em ucraniano:   Корюківка) é uma cidade da Ucrânia, situada no Oblast de Tchernihiv. Tem 20,10 km² de área e sua população em 2020 foi estimada em 12.539 habitantes.